# نیجو هارویوشی
نیجو هارویوشی ((به ژاپنی: Nijō Haruyoshi); ۱ ژانویهٔ ۱۵۲۶ –二条 晴良 ۱ ژانویهٔ ۱۵۷۹) پسر نیجو کوره‌فوسا یک کوگیو (مقام درباری) از خاندان نیجو در دوره موروماچی (۱۳۳۶–۱۵۷۳) اهل ژاپن بود. وی دوبار به مقام کانپاکو منصوب شد. ۱۵۴۸ تا ۱۵۵۳ و از ۱۵۶۸ تا ۱۵۷۸. وی با دختر شاهزاده فوشیمی نو میا ساداتسو ازدواج کرد و کوجو کانه‌تاکا و نیجو آکیزانه و تاکاتسوکاسا نوبوفوسا فرزندان وی بودند.